# Aquemini
| Críticas profissionais | Críticas profissionais |
| Avaliações da crítica  | Avaliações da crítica  |
| Fonte                  | Avaliação              |
| ---------------------- | ---------------------- |
| Allmusic               | [ 1 ]                  |
| Robert Christgau       | A−                     |
| Entertainment Weekly   | A                      |
| Los Angeles Times      | [ 4 ]                  |
| PopMatters             | favorável              |
| Q                      | [ 6 ]                  |
| Rolling Stone          | [ 7 ]                  |
| Slant Magazine         | [ 8 ]                  |
| Spin                   | 9/10                   |
| The Village Voice      | favorável              |

Aquemini é o terceiro álbum de estúdio da banda OutKast, lançado a 29 de Setembro de 1998, lançado pela LaFace Records. O título é um amálgama dos signos do Zodíaco da dupla: Aquário (Big Boi) e Gêmeos (Dré).
O álbum foi certificado como disco de platina em Novembro de 1998, apenas dois meses após o lançamento, e foi certificado como platina dupla em 2 de Julho de 1999 pela RIAA, com mais de 2 211 652 cópias vendidas nos Estados Unidos. Aquemini vendeu 227,000 cópias na primeira semana de lançamento e chegou ao segundo lugar do quadro de posições da Billboard 200 e ao topo da Top R&B/Hip-Hop Albums. Este álbum está na lista dos 200 álbuns definitivos no Rock and Roll Hall of Fame, e foi eleito o número 500 na versão em livro da lista dos 500 melhores álbuns de sempre da revista Rolling Stone.A About.com classificou o álbum número 15 entre os 100 Greatest Hip-Hop/Rap Albums enquanto a Rate Your Music classificou o álbum número 1 na sua lista dos 10 Álbuns De Hip-Hop Do Ano de 1998.

## Lista de faixas
| #  | Título                            | Duração | Produtor(es)          | Cantores | Samples                                                                            |
| -- | --------------------------------- | ------- | --------------------- | --- | ---------------------------------------------------------------------------------- |
| 1  | "Hold On, Be Strong"              | 1:11    | Donny Mathis, OutKast | - 4.0 a.k.a. The Four Phonics                                                                                          |                                                                                    |
| 2  | "Return of the 'G'"               | 4:49    | Organized Noize       | - First verse: André - Second verse: Big Boi                                                                           | - "Theme from Midnight Express" by Giorgio Moroder - "Superfly" by Curtis Mayfield |
| 3  | "Rosa Parks"                      | 5:24    | OutKast               | - First verse: Big Boi - Second verse: André - Outro: Big Boi                                                          | - "Cancion De Amor" by The Sandpipers                                              |
| 4  | "Skew it on the Bar-B"            | 3:15    | Organized Noize       | - First verse: André - Second verse: Raekwon - Third verse: Big Boi                                                    | - "Police Woman" by Henry Mancini                                                  |
| 5  | "Aquemini"                        | 5:19    | OutKast               | - First verse: Big Boi - Second verse: André - Third verse: Big Boi - Fourth verse: André                              |                                                                                    |
| 6  | "Synthesizer"                     | 5:11    | OutKast               | - First verse: André - Second verse: Big Boi - Third verse: George Clinton - Fourth verse: André                       | - "Rock Dirge" by Sly & the Family Stone                                           |
| 7  | "Slump"                           | 5:09    | OutKast               | - First verse: Backbone - Second verse: Big Boi - Third verse: Cool Breeze                                             |                                                                                    |
| 8  | "West Savannah"                   | 4:03    | Organized Noize       | - Big Boi |                                                                                    |
| 9  | "Da Art of Storytellin' (Part 1)" | 3:43    | Mr. DJ                | - First verse: Big Boi - Second verse: André                                                                           |                                                                                    |
| 10 | "Da Art of Storytellin' (Part 2)" | 2:48    | Mr. DJ                | - First verse: André - Second verse: Big Boi                                                                           | - "Spirit of the Water" by Camel                                                   |
| 11 | "Mamacita"                        | 5:52    | Organized Noize       | - First verse: Masada - Second Verse: André - Third verse: Witchdoctor - Fourth verse: Big Boi                         |                                                                                    |
| 12 | "SpottieOttieDopaliscious"        | 7:07    | OutKast               | - First verse: Pat Brown - Second verse: André - Third verse: Big Boi                                                  | - "Dancing with the Moonlit Knight" by Genesis                                     |
| 13 | "Y'All Scared"                    | 4:50    | Mr. DJ                | - First verse: T-Mo - Second verse: Big Gipp - Third verse: André - Fourth verse: Big Boi - Fifth verse: Khujo         | - "Air Born" by Camel                                                              |
| 14 | "Nathaniel"                       | 1:10    |                       | - Supa Nate |                                                                                    |
| 15 | "Liberation"                      | 8:46    | OutKast               | - First verse: André - Second verse: Big Boi - Third verse: Cee-Lo - Fourth verse: Erykah Badu - Fifth verse: Big Rube |                                                                                    |
| 16 | "Chonkyfire"                      | 6:10    | OutKast               | - First verse: André - Second verse: Big Boi                                                                           |                                                                                    |

## Créditos
| Contribuidores                                      | Produtores |
| --------------------------------------------------- | --- |
| Produtores                                          | OutKast, Organized Noize, Mr. DJ Sheats, Donny Mathis |
| Produtores Executivos                               | OutKast, Babyface, Organized Noize |
| Cantores                                            | |
| Vocais principais e rapping                         | Big Boi, André Benjamin, Raekwon, Erykah Badu, Goodie Mob, Slick Rick, Whild Peach, Witchdoctor, Khujo, Joi Gilliam, Jamahr "Backbone" Williams, Big Rube |
| Vocais de fundo                                     | George Clinton, Debra Killings, Jim Smith, Jermaine Smith and Pat "Sleepy" Brown                                                                          |
| Violão                                              | Craig Love, Tomi Martin, Martin Terry (guitarra elétrica)                                                                                                 |
| Baixo elétrico                                      | Skinny Miracles, George Grier, LaMarquis Mark Jefferson                                                                                                   |
| Sintetizador                                        | Kenneth Wright, Marvin "Chanz" Parkman (também piano, moog bass)                                                                                          |
| Scratching                                          | Mr. DJ |
| Cordas and Madeiras                                 | South Central Chamber Orchestra |
| Trompas                                             | Darian Emory |
| Percussão                                           | Omar Phillips, Victor Alexander (bateria) |
| Outros cantores                                     | 4.0 The Four Phonics |
| Técnicos                                            | |
| Programação                                         | Organized Noize |
| Maestro do Concerto e Arranjos Orquestrais          | Charles Veal |
| Engenheiros                                         | John Frye, Bernasky Wall, Ryan Williams, Jean B. Smit |
| Engenheiros Assistentes                             | Alberto Perez, Rico Lumpkins, Ralph Cacciurri, Jason Rome, Jason Stokes, Kenny Stallworth, Katy Teasdale                                                  |
| Masterização                                        | Brian Gardner |
| Mixagem                                             | Josh Butler, Mr. DJ Sheats |
| Assistente de Mixagem                               | Claudine Pontier, Shawn Grove |
| Diretor de Arte, Design                             | D.L. Warfield |
| Assistente de Design, Assistente de Diretor de Arte | Nigel Sawyer |
| Fotografia                                          | Tom Smugala |
| Coordenação                                         | Courtney Taylor |
| Arranjador                                          | Mr. DJ Sheats |

## Performance nas paradas
| Parada (1998)               | Melhor posição |
| --------------------------- | -------------- |
| U.S. Billboard 200          | 2              |
| U.S. Top R&B/Hip Hop Albums | 2              |
| Top Canadian Albums         | 17             |